# 蛇齒龍科
蛇齒龍科（学名：Ophiacodontidae）是群合弓綱盤龍目動物，生存於石炭紀晚期到二疊紀早期。始祖單弓獸（Archaeothyris）與Clepsydrops是最早的蛇齒龍類，出現於石炭紀晚期。蛇齒龍科是合弓綱中较原始的一科，也許是所有盤龍目的祖先，也包括獸孔目與它們的後代哺乳類。到了二疊紀空谷阶時，蛇齒龍類變的非常稀有，在二疊紀早期結束時，蛇齒龍類滅絕。

## 特征

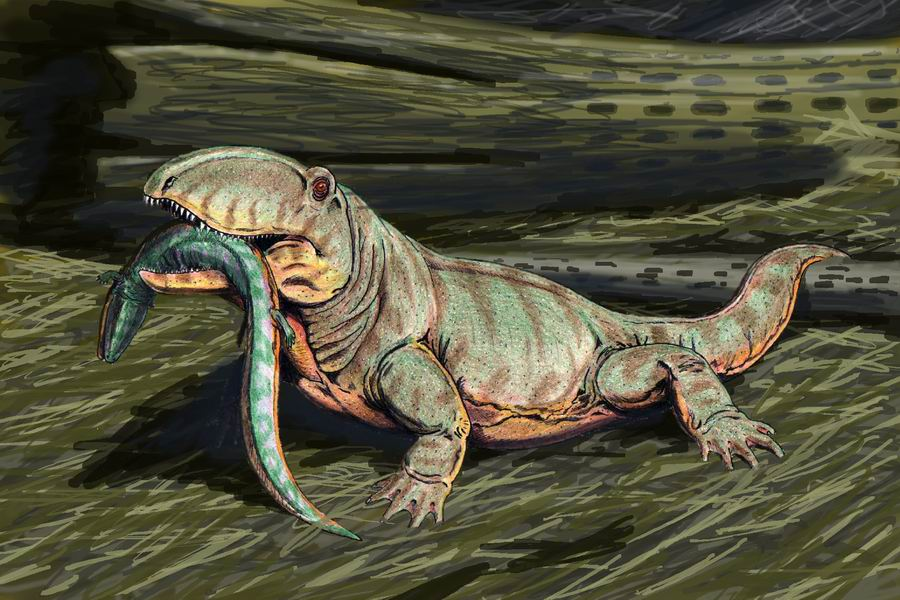
蛇齒龍屬模式种的复原

有些蛇齒龍類是半水生的，少數是水生的，但有些是完全陸棲的，像是始祖單弓獸。牠們外表上與蜥蜴類似。牠們擁有延長的大型頭骨，牠們也有結實的肩帶，可能用來提供肌肉連接，以支撐巨大的頭部。
据研究表示其骨骼结构和生长方式与恒温动物类似，因此蛇齒龍類很可能是第一批恒温动物。

## 種系發生學
在傳統的分類法裡，蛇齒龍科包含：始祖單弓獸、蛇齒龍、巨蜥龍，研究有限的Baldwinonus、Clepsydrops、Echinerpeton、Stereophallodon、Stereorhachis也常歸類於蛇齒龍科。Protoclepsydrops也曾被歸類於蛇齒龍科，但牠們是否屬於合弓綱，仍有爭議。在2012年的早期合弓綱研究，Echinerpeton、Stereophallodon首次被列入蛇齒龍科。其中，化石材料有限的Echinerpeton，可能的演化位置有三個，最原始的合弓綱動物、卡色龍亞目的姊妹分類單元、比始祖單弓獸還衍化的蛇齒龍科動物。

## 外部連結
- Ophiacodontidae - at Paleos